# 楊喬然
楊喬然（1616年5月6日—1658年5月4日），字桐若，四川重慶府長壽縣人，崇禎十三年庚辰科進士。

## 生平
崇禎三年庚午科第十六名舉人，保舉不仕給假，崇禎十三年（1640年）庚辰科禮記房會試第289名進士，殿試三甲235名，吏部觀政。官行人。永歷間，歷官太仆寺卿、刑部侍郎、都察院御史、巡撫、川南總督，順治十五年四月重慶陷，服毒而死。